# Euproctis globifera
Euproctis globifera är en fjärilsart som beskrevs av Felder 1874. Euproctis globifera ingår i släktet Euproctis och familjen tofsspinnare. Inga underarter finns listade i Catalogue of Life.